# کلمه شرقی (روستا)
 کلمه شرقی  (در عربی:  کلمه الشَرقی )
نام روستایی است در دهستان الَمغلاف از توابع استان جَوف در کشور یمن در شبه جزیره عربستان.

## جمعیت
جمعیت آن (۶۰ ) نفر (۵ خانوار) می‌باشد.